# Конвенція СНД про забезпечення прав осіб, що належать до національних меншин
Конвенція про забезпечення прав осіб, що належать до національних меншин (рос. Конвенция об обеспечении прав лиц, принадлежащих к национальным меньшинствам) — міжнародний договір, підписаний десятьма країнами СНД (Україною та Азербайджаном — із застереженнями) у жовтні 1994 року в Москві. Набула чинности 1997 року, після ратифікації Білоруссю, Азербайджаном та Вірменією. Також ратифікована і набула чинності для Таджикистану (2001 р.) та Киргизстану (2003 року). Спостереження за виконанням конвенції покладено на передбачену Статутом СНД Комісію з прав людини.